# Cherhill (Alberta)
Pour le village en Angleterre, voir Cherhill.
Cherhill est un hameau (hamlet) du Comté de Lac Sainte-Anne, situé dans la province canadienne d'Alberta.